# 사랑하는 애너벨
사랑하는 애너벨(Loving Annabelle)은 미국에서 제작된 캐서린 브룩스 감독의 2006년 영화이다. 다이안 게이드리 등이 주연으로 출연하였고 제니퍼 영 등이 제작에 참여하였다.

## 출연

### 주연
- 다이안 게이드리
- 에린 켈리

### 조연
- 로라 브렉큰리지
- 제니 플로이드

## 제작진
- 공동제작: 티파니 레이스
- 협력프로듀서: 오스틴 하이스미스
- 협력프로듀서: 크리스틴 라이터로스키
- 미술: 브루스 홀리스터
- 배역: 조라 드호터